# Banksia violacea
Banksia violacea är en tvåhjärtbladig växtart som beskrevs av Charles Austin Gardner. Banksia violacea ingår i släktet Banksia och familjen Proteaceae. Inga underarter finns listade i Catalogue of Life.